# Zdravko-Ćiro Kovačić
Zdravko-Ćiro Kovačić   (Šibenik, 6 de juliol de 1925 - Rijeka, 1 d'abril de 2015)

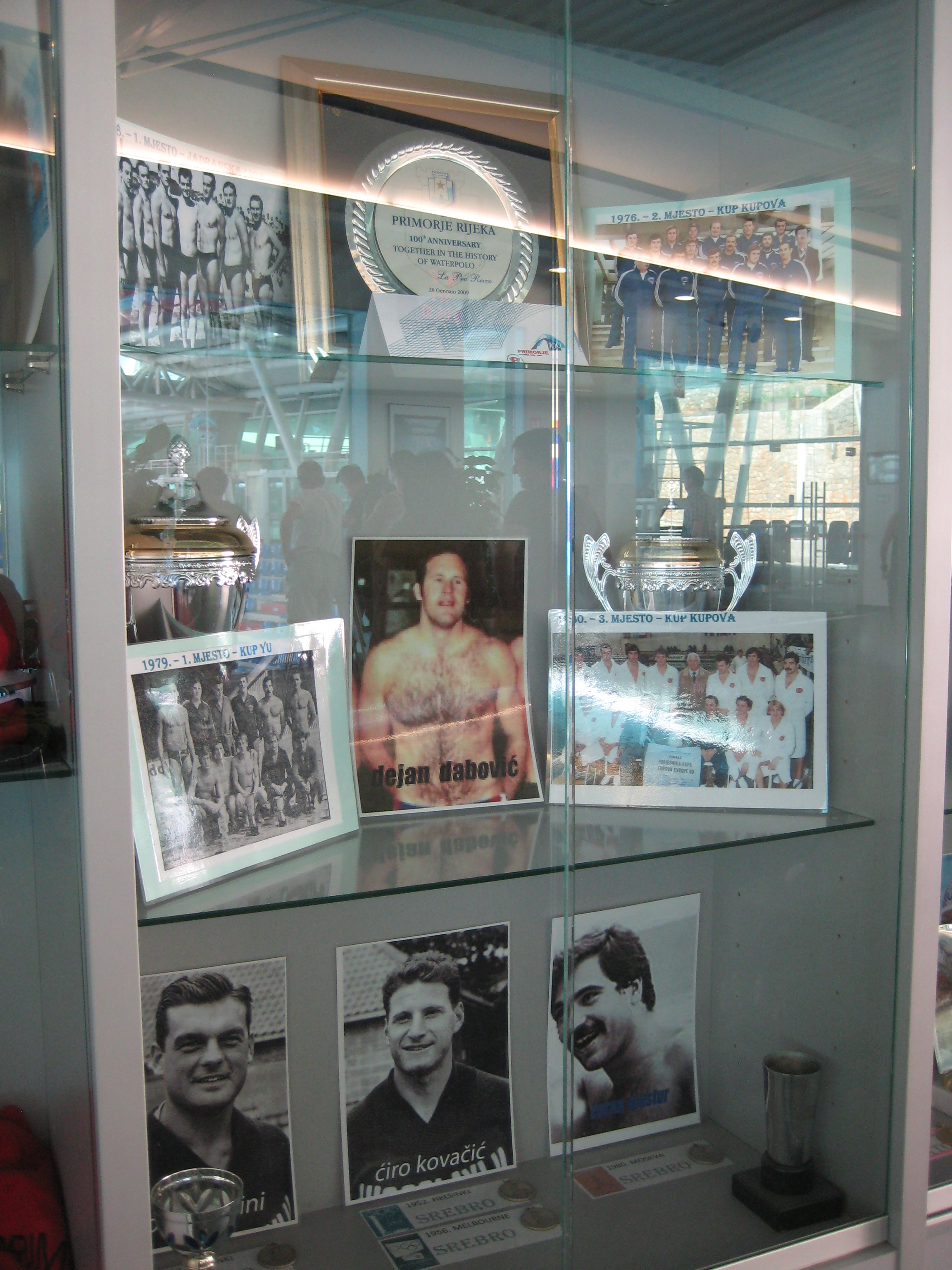
Fotografia de Zdravko-Ćiro Kovačić a la part inferior central.

va ser un waterpolista croat que va competir sota bandera iugoslava durant les dècades de 1940 i 1950.
El 1948 va prendre part en els Jocs Olímpics de Londres, on fou novè en la competició de waterpolo. Quatre anys més tard, als Jocs de Hèlsinki guanyà la medalla de plata en la mateixa competició. La seva tercera i darrera participació en uns Jocs fou el 1956, a Melbourne, on guanyà una nova medalla de plata. En el seu palmarès també destaquen dues medalles al Campionat d'Europa de waterpolo, de bronze el 1950. i de plata el 1954.
El 1984 fou inclòs a l'International Swimming Hall of Fame.